# Tisovac (Staro Petrovo Selo)
Tisovac je naselje u Republici Hrvatskoj u općini Staro Petrovo Selo u Brodsko-posavskoj županiji.

## Župna crkva
U Tisovcu se nalazi kapela Svetog Blaža, naselje pripada župi sv. Antuna Padovanskoga iz Starog Petrovog Sela, dio je Novokapelačkog dekanata Požeške biskupije. 

## Zemljopis
Tisovac se nalaze na južnim padinama Požeške gore, istočno od Nove Gradiške, 5 km sjeverno od Starog Petrovog Sela, susjedna naselja su Brđani i Gunjavci na zapadu, Vladisovo na istoku te Oštri Vrh i Godinjak na jugu.

## Stanovništvo
Prema popisu stanovništva iz 2011. godine Tisovac je imao 363 stanovnika. 
| broj stanovnika | 216   | 264   | 259   | 320   | 344   | 366   | 331   | 387   | 378   | 396   | 449   | 438   | 423   | 437   | 399   | 363   | 301   |
|                 | 1857. | 1869. | 1880. | 1890. | 1900. | 1910. | 1921. | 1931. | 1948. | 1953. | 1961. | 1971. | 1981. | 1991. | 2001. | 2011. | 2021. |

## Šport
- NK Croatia

## Vanjske poveznice
- O Tisovcu na službenim stranicama Općine Staro Petrovo Selo  Arhivirana inačica izvorne stranice od 29. siječnja 2010. (Wayback Machine)